# 옥련공주와 활빈당
"옥련 공주와 활빈당"은 대한민국에서 제작된 권영순 감독의 1960년 영화이다. 남궁원 등이 주연으로 출연하였고 김해병 등이 제작에 참여하였다.

## 출연

### 주연
- 남궁원
- 도금봉
- 양미희

## 기타
- 조명: 고상배
- 녹음: 최칠복
- 미술: 김계준